# 미스 어스
미스 어스(Miss Earth)는 필리핀을 기반으로 하여 환경보호의 경각심을 주제로 개최되는 국제 미인 대회이다.

## 타이틀 보유자
| 년도 | 우승 1위 (미스 어스)                           | 준우승                                 | 준우승                            | 준우승                                  | 개최지                     | 참가자 |
| 년도 | 우승 1위 (미스 어스)                           | 2위 (미스 에어)                        | 3위 (미스 워터)                   | 4위 (미스 파이어)                       | 개최지                     | 참가자 |
| ---- | ---------------------------------------------- | -------------------------------------- | --------------------------------- | --------------------------------------- | -------------------------- | ------ |
| 2001 | 덴마크 카타리나 스벤손                         | 브라질 시몬 레지스                     | 카자흐스탄 마가리타 크라브초바    | 아르헨티나 다니엘라 스투칸              | 필리핀, 마닐라             | 42     |
| 2002 | 보스니아 헤르체고비나 제일라 글라보비치 (폐위) | 케냐 윈프리드 옴와퀘                   | 유고슬라비아 슬라다나 보조비치    | 그리스 줄리아나 패트리샤 드로소         | 필리핀, 마닐라             | 53     |
| 2002 | 케냐 윈프리드 옴와퀘 (승계)                    | 유고슬라비아 슬라다나 보조비치         | 그리스 줄리아나 패트리샤 드로소   | 핀란드 엘리나 허브                      | 필리핀, 마닐라             | 53     |
| 2003 | 온두라스 다니아 프린세                         | 브라질 프리실라 폴레셀로 잔도나        | 코스타리카 마리아넬라 젤레돈      | 폴란드 마르타 마티야시크                | 필리핀, 마닐라             | 57     |
| 2004 | 브라질 프리실라 메이렐리스                     | 마르티니크 무리엘 셀리멘               | 타히티섬 카하야 루사즈            | 파라과이 야니나 곤살레스                | 필리핀, 케손시티           | 61     |
| 2005 | 베네수엘라 알렉산드라 브라운                   | 도미니카 공화국 아멜 산타나            | 폴란드 카타르지나 보로비츠        | 세르비아 몬테네그로 조바나 마르야노비치 | 필리핀, 케손시티           | 80     |
| 2006 | 칠레 일 에르난데스                             | 인도 암루타 파트키                     | 필리핀 캐시 운탈란                | 베네수엘라 마리안 풀리아                | 필리핀, 마닐라             | 82     |
| 2007 | 캐나다 제시카 트리스코                         | 인도 푸자 치트고페카르                 | 베네수엘라 실바나 산타엘라        | 스페인 앙겔라 고메스                    | 필리핀, 케손시티           | 88     |
| 2008 | 필리핀 칼라 헨리                               | 탄자니아 미리암 오뎀바                 | 멕시코 아비게일 엘리살데          | 브라질 타티안 알베스                    | 필리핀                     | 85     |
| 2009 | 브라질 라리사 하무스                           | 필리핀 산드라 세이퍼트                 | 베네수엘라 제시카 바르보자        | 스페인 알레한드라 에체베리아            | 필리핀, 보라카이           | 80     |
| 2010 | 인도 니콜 파리아                               | 에콰도르 제니퍼 파즈미뇨 (퇴위)        | 태국 왓사폰 와타나쿤              | 푸에르토리코 예이디 보스케스            | 베트남, 냐짱               | 84     |
| 2010 | 인도 니콜 파리아                               | 러시아 빅토리아 슈추키나 (승계)        | 태국 왓사폰 와타나쿤              | 푸에르토리코 예이디 보스케스            | 베트남, 냐짱               | 84     |
| 2011 | 에콰도르 올가 알라바                           | 브라질 드리엘리 베네토네               | 필리핀 아테나 임페리얼            | 베네수엘라 캐롤라인 메디나              | 필리핀, 케손시티           | 84     |
| 2012 | 체코 테레자 파익소바                           | 필리핀 스테파니 스테파노비츠           | 베네수엘라 오스마리엘 빌라로보스  | 브라질 카밀라 브랜트                    | 필리핀, 마닐라             | 80     |
| 2013 | 베네수엘라 알리즈 헨리히                       | 오스트리아 카티아 바그너               | 태국 푸니카 쿨순토르른루트 (폐위) | 대한민국 최송이                         | 필리핀, 마닐라             | 88     |
| 2014 | 필리핀 제이미 헤렐                             | 미국 안드레아 노이                     | 베네수엘라 마이라 로드리게스      | 러시아 아나스타샤 트루소바              | 필리핀, 마닐라             | 84     |
| 2015 | 필리핀 안젤리아 옹                             | 오스트레일리아 다야나 그라게다         | 미국 브리트니 페인                | 브라질 티에사 시케르트                  | 오스트리아, 비엔나         | 86     |
| 2016 | 에콰도르 카테리네 에스핀                       | 콜롬비아 미셸 고메즈                   | 베네수엘라 스테파니 데 조르지     | 브라질 브루나 자나르도 (사임)           | 필리핀, 마닐라             | 83     |
| 2016 | 에콰도르 카테리네 에스핀                       | 콜롬비아 미셸 고메즈                   | 베네수엘라 스테파니 데 조르지     | 미국 코린 스텔라키스 (승계)             | 필리핀, 마닐라             | 83     |
| 2017 | 필리핀 캐런 이바스코                           | 오스트레일리아 니나 로버트슨           | 콜롬비아 줄리아나 프랑코          | 러시아 라다 아키모바                    | 필리핀, 마닐라             | 85     |
| 2018 | 베트남 응우옌프엉카인                          | 오스트리아 멜라니 마더                 | 콜롬비아 발레리아 아요스          | 멕시코 멜리사 플로레스                  | 필리핀, 마닐라             | 87     |
| 2019 | 푸에르토리코 넬리스 피멘텔                     | 미국 에마니우스 데이비스               | 체코 클라라 바브루슈코바          | 벨라루스 알리사 만요노크                | 필리핀, 마닐라             | 85     |
| 2020 | 미국 린지 코피                                 | 베네수엘라 스테파니 즈렉               | 필리핀 록산느 앨리슨 베이옌스     | 덴마크 미찰라 루빈스타인                | 필리핀 및 다양한 지역 가상 | 82     |
| 2021 | 벨리즈 데스티니 바그너                         | 미국 마리사 버틀러                     | 칠레 로미나 데네켄                | 태국 자리랏 펫솜                        | 필리핀 및 다양한 지역 가상 | 80     |
| 2022 | 대한민국 최미나수                              | 오스트레일리아 셰리던 모르트록         | 팔레스타인 나딘 아유브            | 콜롬비아 안드레아 아길레라              | 필리핀, 마닐라             | 85     |
| 2023 | 알바니아 드리타 지리                           | 필리핀 일라나 아두아나                 | 베트남 도티란아인                 | 태국 코라 블리오                        | 베트남, 호찌민시           | 85     |
| 2024 | 오스트레일리아 제시카 레인                     | 아이슬란드 흐라프닐두르 하랄드스도티르 | 미국 비아 밀란-윈도르스키         | 페루 니바 안테자나                      | 필리핀, 마닐라             | 76     |
| 2025 |                                                |                                        |                                   |                                         | 태국                       |        |

## 국가별 우승 횟수
| 국가           | 횟수 | 우승 연도              |
| -------------- | ---- | ---------------------- |
| 필리핀         | 4    | 2008, 2014, 2015, 2017 |
| 에콰도르       | 2    | 2011, 2016             |
| 베네수엘라     | 2    | 2005, 2013             |
| 브라질         | 2    | 2004, 2009             |
| 오스트레일리아 | 1    | 2024                   |
| 알바니아       | 1    | 2023                   |
| 대한민국       | 1    | 2022                   |
| 벨리즈         | 1    | 2021                   |
| 미국           | 1    | 2020                   |
| 푸에르토리코   | 1    | 2019                   |
| 베트남         | 1    | 2018                   |
| 체코           | 1    | 2012                   |
| 인도           | 1    | 2010                   |
| 캐나다         | 1    | 2007                   |
| 칠레           | 1    | 2006                   |
| 온두라스       | 1    | 2003                   |
| 케냐           | 1    | 2002                   |
| 덴마크         | 1    | 2001                   |

## 대한민국의 역대 출전자

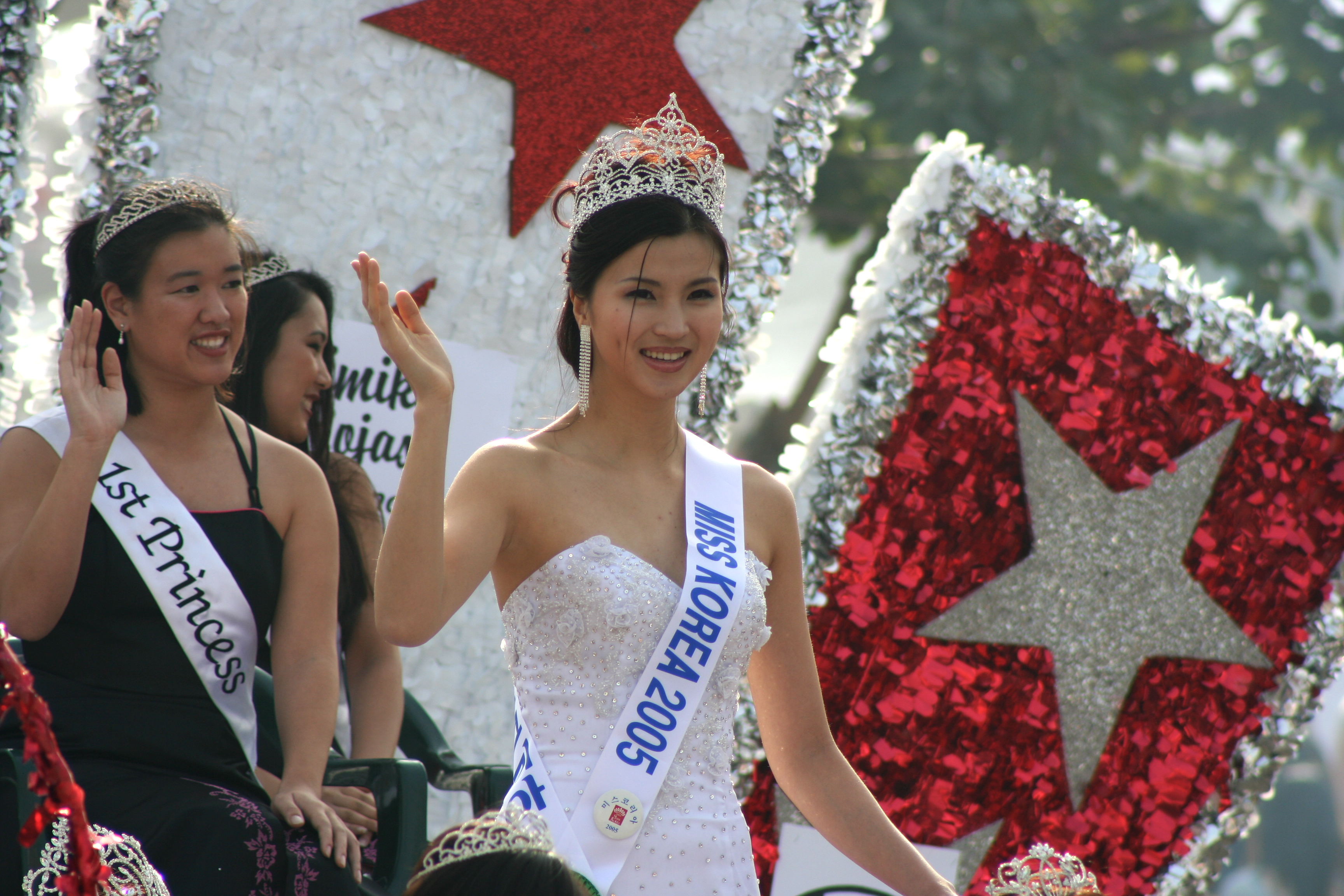
미스 어스 2005 대회에 대한민국 대표로 출전한 미스코리아 미 유혜미.

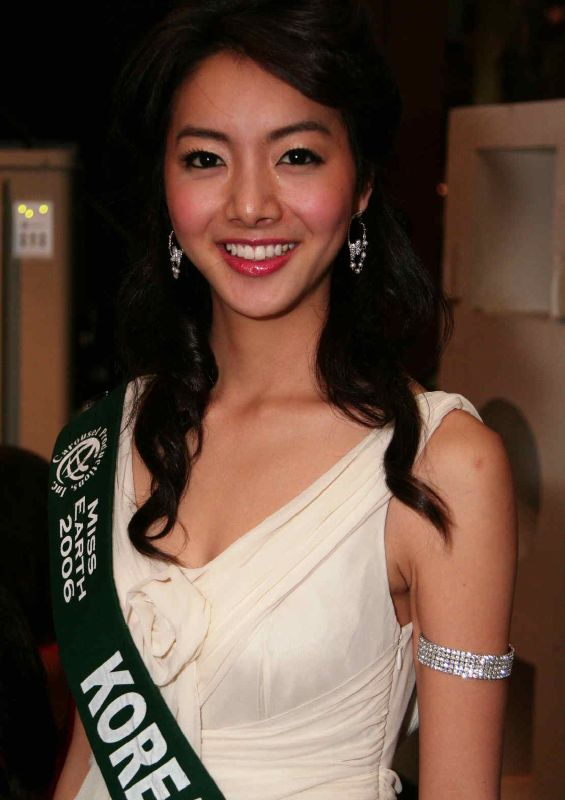
미스 어스 2006 대회에 대한민국 대표로 출전한 미스코리아 미 박희정.

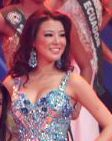
미스 어스 2007 대회에 대한민국 대표로 출전한 미스코리아 미 유지은.

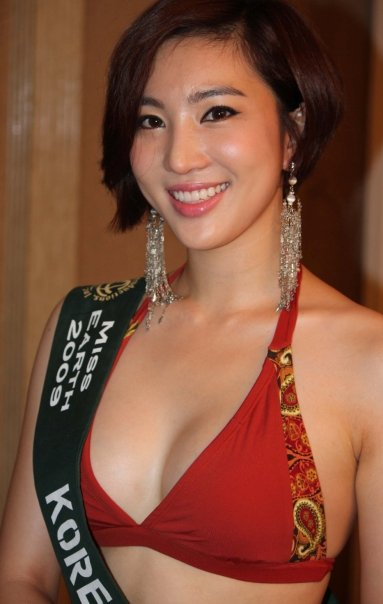
미스 어스 2009 대회에 대한민국 대표로 출전한 미스코리아 미 박예주.

| 연도        | 이름                                                            | 출전자격                                                        | 수상                                                            |
| ----------- | --------------------------------------------------------------- | --------------------------------------------------------------- | --------------------------------------------------------------- |
| 2001        | 미출전                                                          | 미출전                                                          | 미출전                                                          |
| 2002        | 이진아                                                          | 미스코리아 갤러리아                                             | 최고의 민족 의상상 & 미스 디스커버리 스파                       |
| 2003        | 오유미                                                          | 미스코리아 미(美) 메르삐                                        |                                                                 |
| 2004        | 조혜진                                                          | 미스코리아 JU네트워크                                           |                                                                 |
| 2005        | 유혜미                                                          | 미스코리아 미(美) 한국일보                                      | Top 16 & 최고의 민족 의상상 & 미스 폰즈                         |
| 2006        | 박희정                                                          | 미스코리아 미(美)                                               |                                                                 |
| 2007        | 유지은                                                          | 미스코리아 미(美)                                               | 미스폰타나, 미스참                                              |
| 2008        | 서설희                                                          | 미스코리아 미(美) 내추럴 F&P                                    | Top 16 & 미스파시간다한                                         |
| 2009        | 박예주                                                          | 미스코리아 미(美) 내추럴 F&P                                    | Top 16 & 미스 이글익스프레스 & 미스 아세이                      |
| 2010        | 이귀주                                                          | 미스코리아 미(美) 알펜시아                                      | 아오자이 Top 5                                                  |
| 2011        | 김이슬                                                          | 미스코리아 선(善) 동강시스타                                    | 미스 패션위크                                                   |
| 2012        | 김사라                                                          | 미스코리아 선(善)                                               | Top 16 & 수영복 3위                                             |
| 2013        | 최송이                                                          | 미스코리아 미(美)                                               | 4위 (미스 파이어)                                               |
| 2014        | 신수민                                                          | 미스코리아 선(善)                                               | Top 16                                                          |
| 2015        | 한호정                                                          | 미스코리아 미(美)                                               | 민속의상상 3위                                                  |
| 2016        | 이채영                                                          | 미스코리아 미(美)                                               | Top 16                                                          |
| 2017        | 이한나                                                          | 미스코리아 선(善)                                               | 우정상                                                          |
| 2018        | 송수현                                                          | 미스코리아 선(善)                                               |                                                                 |
| 2019        | 우희준                                                          | 미스코리아 선(善)                                               | 탤런트 3위 & 미스 졸리웨이브                                    |
| 2020 ~ 2021 | 미출전 (코로나19 범유행의 여파로 인하여 비대면 형식으로 진행됨) | 미출전 (코로나19 범유행의 여파로 인하여 비대면 형식으로 진행됨) | 미출전 (코로나19 범유행의 여파로 인하여 비대면 형식으로 진행됨) |
| 2022        | 최미나수                                                        | 미스코리아 선(善)                                               | 우승 & 수영복 & 비치웨어 & 롱가운 & 리조트웨어 3위 & 팜팡가     |
| 2023        | 장다연                                                          | 미스코리아 미(美)                                               | 베스트 이브닝가운 Top 5                                         |
| 2024        | 류서빈                                                          | 미스코리아 선(善)                                               | Top 20 & 외모상                                                 |
| 2025        | 최윤서                                                          | 2025 미스 어스 코리아                                           | TBA                                                             |

## 같이 보기
- 미스 코리아
- 미스 유니버스
- 미스 월드
- 미스 인터내셔널
- 미스 수프라내셔널
- 미스 그랜드 인터내셔널
- 미스 인터콘티넨탈
- 미스 아시아 퍼시픽 인터내셔널
- 미스 투어리즘 퀸 인터내셔널
- 페이스 오브 뷰티 인터내셔널
- 미스 참 인터내셔널
- 월드 미스 유니버시티
- 미스 그랜드 코리아
- 세종대왕 소헌왕후 선발대회
- 미스터 인터내셔널
- 미스터 글로벌
- 맨 오브 더 월드